# Gabelsbergerstraße 81 (Mönchengladbach)

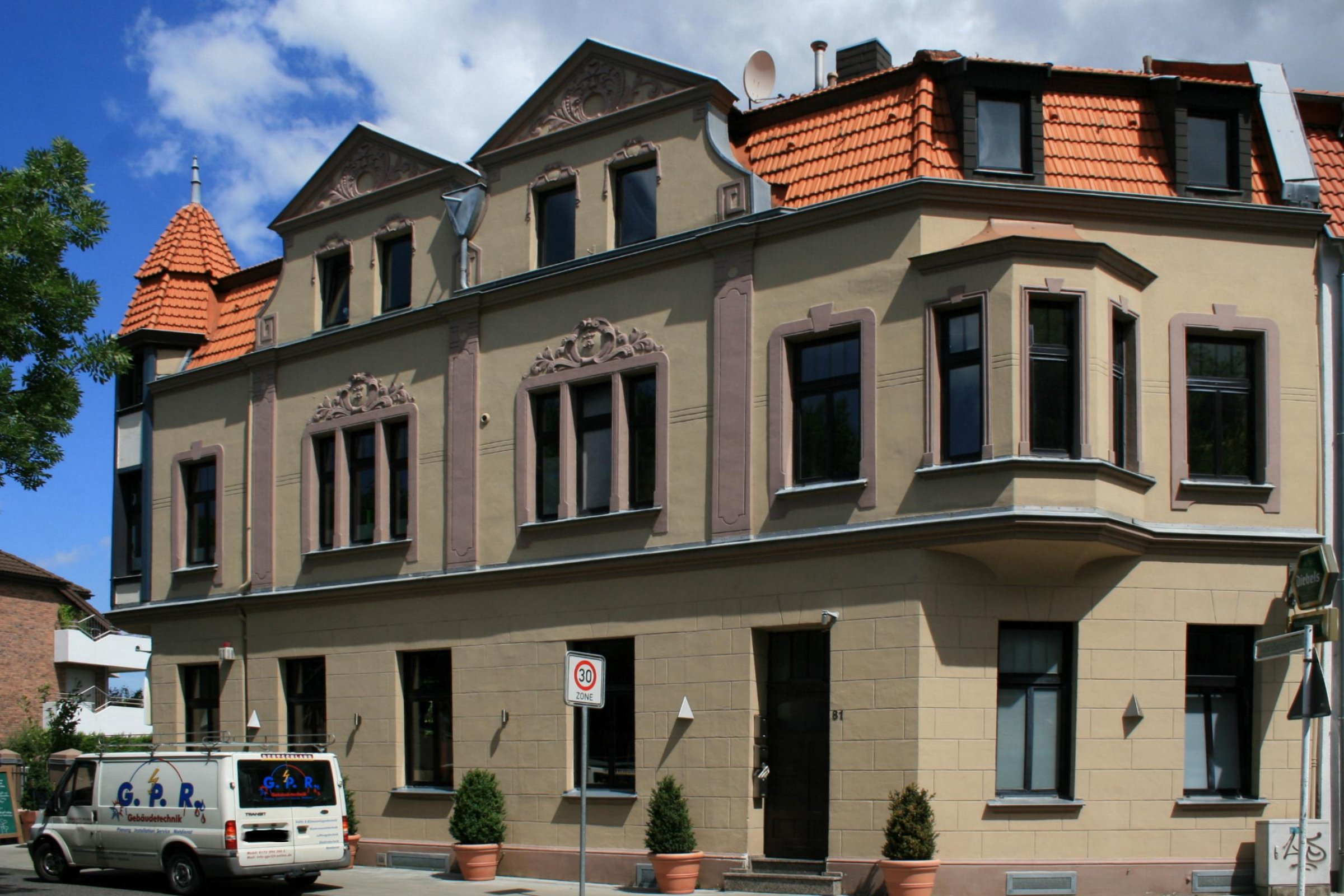
Wohngeschäftshaus (2010)

Das Wohngeschäftshaus Gabelsbergerstraße 81 steht im Stadtteil Hardterbroich-Pesch in Mönchengladbach (Nordrhein-Westfalen).
Das Gebäude wurde 1907 erbaut. Es ist unter Nr. G 002 am 4. Dezember 1984 in die Denkmalliste der Stadt Mönchengladbach eingetragen worden.

## Architektur
Als Eckbebauung an der Kreuzung von Bungt-, Gabelsberger- und Hardterbroicher Straße dominiert das Gebäude eine kleine, dreieckige Platzanlage.
Zweigeschossiger Putzbau auf unregelmäßigem Grundriss mit ausgebautem Mansarddach. Als Eckbebauung mit zweimaliger Eckformation ausgebildet.
Das heute noch in seiner originalen Funktion als Gaststätte und Wohnhaus genutzte Gebäude dokumentiert in seiner Gesamtheit – mit Einfriedungsmauer, Freisitz und Biergarten – den Typus des ländlichen Gartenlokals, wie er sich um 1900 entwickelte.